# Beryl Bainbridge
Pour les articles homonymes, voir Bainbridge.
Beryl Margaret Bainbridge, née le 21 novembre 1932 (ou en 1934) à Liverpool et morte le 2 juillet 2010 à Londres, enterrée au cimetière de Highgate, est une romancière britannique.

## Biographie
Bainbridge remporte le prix Whitbread (Costa) du meilleur roman en 1977 et 1996 et elle est nommée cinq fois pour le prix Booker. En 2011, elle reçoit, à titre posthume, un prix spécial du comité du prix Booker (« Best of Beryl ») pour son roman Master Georgie (Georgie en VF).
En 2008, le quotidien britannique The Times a inclus Bainbridge dans sa liste des « 50 plus grands écrivains britanniques depuis 1945 ».
La chanson Beryl du guitariste Mark Knopfler, premier single de l'album Tracker sorti en 2015, lui est dédiée.

## Œuvres traduites en français
- Beryl Bainbridge (trad. d’Anne Damour), Harriet dit... [« Harriet said »], Paris, Flammarion, coll. « Connexions », 1978, 212 p. (ISBN 978-2-08-064053-6).
- Beryl Bainbridge (trad. de l'anglais par d’Anne Damour), Ce très cher William [« Sweet William »], Paris, Éditions Flammarion, coll. « Lettres étrangères », 1980, 264 p. (ISBN 2-08-064289-8).
- Beryl Bainbridge (trad. de l'anglais par de Françoise Cartano), La couturière [« The Dressmaker »], Paris, Éditions Flammarion, coll. « Lettres étrangères », 1980, 295 p. (ISBN 2-08-064288-X).
- Beryl Bainbridge (trad. de l'anglais par de Françoise Cartano), Sombre dimanche [« The Bottle factory outing »], Paris, Flammarion, coll. « Lettres étrangères », 1981, 255 p. (ISBN 2-08-064381-9).
- Beryl Bainbridge (trad. de l'anglais par Michel Courtois-Fourcy), Le Jardin d'hiver [« Winter garden »], Paris, Éditions  Flammarion, coll. « Lettres étrangères », 1983, 211 p. (ISBN 2-08-064597-8).
- Beryl Bainbridge (trad. de l'anglais par Nicole Tisserand et Agathe Moitessier), Le dernier amour du capitaine Crochet [« An awfully big adventure »], Paris, Éditions J.C. Lattès, 1996, 212 p. (ISBN 2-7096-1585-1).
- Beryl Bainbridge (trad. de l'anglais par Michèle Lévy-Bram), Georgie [« Master Georgie »], Paris, Éditions Payot et Rivages, 2000, 177 p. (ISBN 2-228-89299-8).
- Beryl Bainbridge (trad. Anne Wicke), Selon Queeney [« According to Queeney »], Paris, Christian Bourgois Éditeur, 2003, 319 p. (ISBN 978-2-267-01659-8).
- Beryl Bainbridge (trad. de l'anglais par Laurence Kiéfé), La fille avec la robe à pois [« The Girl in the Polka-dot Dress »], Paris, Christian Bourgois Éditeur, 2012, 217 p. (ISBN 978-2-267-02333-6)[4].